# Cultus Ferox
Cultus Ferox (lat. „wilde Lebensart“, „wilder Lebensstil“) ist eine Berliner Musikgruppe. Sie ist dem sogenannten „Dudelsack-Rock-Stil“ der Mittelalterszene-Musik zuzuordnen, wobei die Band sowohl die akustische, von Marktsackpfeife und Schlagwerk beherrschte Variante als auch die mit Rockinstrumenten angereicherte Variante dieser Musik (Mittelalterrock) spielt.
Die Lieder von Cultus Ferox sind teilweise instrumental, teilweise mit Gesang. Die Texte beschäftigen sich mit Themen aus der mittelalterlichen Lebensweise, aus Sagen und Mythen, aus heidnischer Religion und in jüngster Zeit verstärkt mit Piraterie und damit verwandten Themen.

## Bandgeschichte

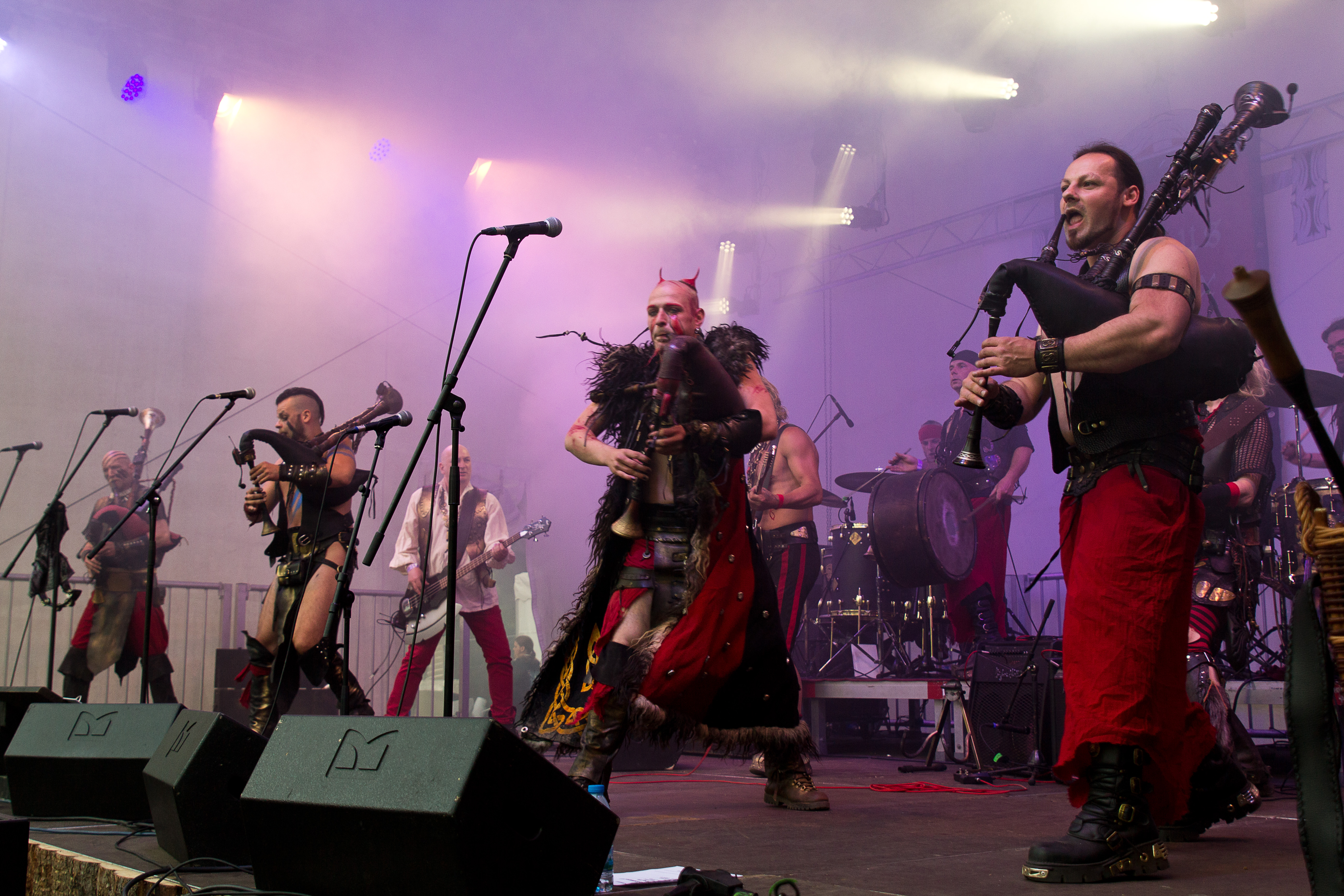
Cultus Ferox beim 25. Wave-Gotik-Treffen 2016 in Leipzig.

Die Band hat sich Ende 2002 gegründet. Der Name der Gruppe stammt aus dem Lateinischen und bedeutet frei übersetzt „Wilde Lebensart“. Ihre Lieder stammen teilweise von mittelalterlichen Spielleuten und sind teilweise selbst geschrieben.
Die Bandmitglieder spielten zuvor bei Corvus Corax (Brandanarius, Strahli, Donar), Tanzwut (Brandanarius), Fabula Aetatis (Briantanus, Asmon) und Wolgemut (Steffano).
Nach einem Album mit Weihnachtstänzen erschien 2003 das erste vollwertige Album Wiederkehr, auf dem fast ausschließlich akustisch und instrumental musiziert wird. Es folgten die EPs Flamme des Meeres und Aufbruch. Auf diesen EPs wird schon mit Rockeinflüssen experimentiert.
Im Jahr 2004 erst noch als Gastmusiker kam PanPeter im Januar 2005 offiziell zur Band hinzu. Ende 2005 verließen Briantanus und Asmon die Band. Sie spielten zunächst als Gastmusiker bei Cradem Aventure, haben sich aber 2006 entschlossen, ihre alte Band Fabula Aetatis erneut aufleben zu lassen. Seit 2006 wird Cultus Ferox daher verstärkt durch Thomasius (oder nur „Masius“), der vorher bereits als Gastmusiker auftrat, und Fedja von Hinnen (seit 2007 unter dem Namen „El Böslinger“).

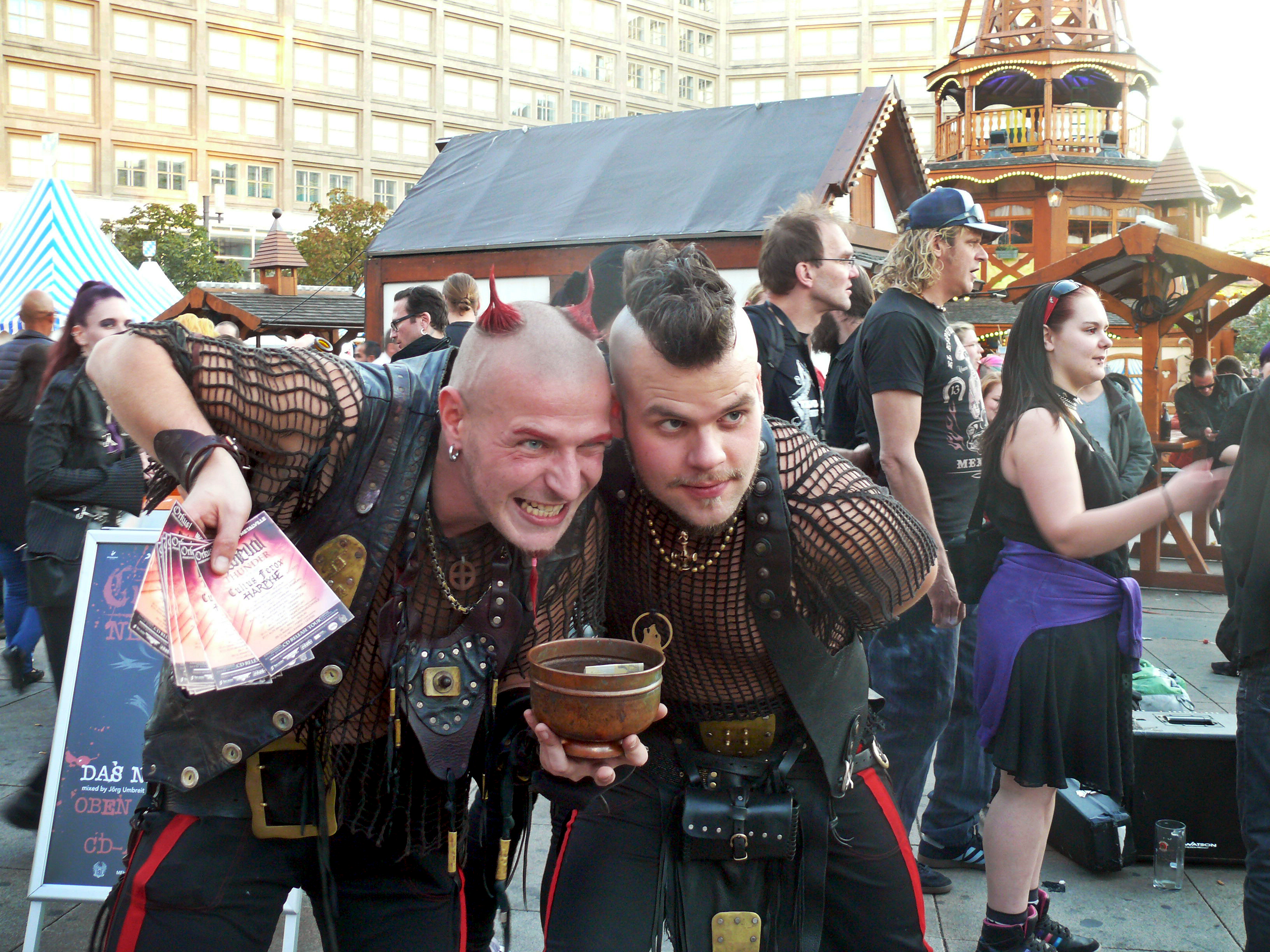
Konzert von Cultus Ferox auf dem Berliner Alexanderplatz (2015)

Im März 2006 erschien das Album Unbeugsam sowie die DVD Strandgut mit Tourberichten, Videos, Konzertausschnitten und Bandinfos.
Auf dem Album „Unbeugsam“ zeigt sich die Band stärker denn je von ihrer rockigen Seite. Sie verwendet bei den meisten Liedern zusätzlich zu ihren akustischen Instrumenten E-Gitarren, E-Bass und Schlagzeug und es wird öfter als bisher gesungen.
Mit diesem Rock-Konzept werden seitdem auch die meisten Club-Konzerte gespielt, während Konzerte auf Mittelaltermärkten weiterhin puristisch mit rein akustischen Instrumenten bestritten werden.
Bei ihren Rockshows grenzen sich Cultus Ferox durch ein Piraten- bzw. Seefahrer-Image von ähnlichen Bands  wie In Extremo, Saltatio Mortis, Schelmish oder Tanzwut ab.
Die DVD/CD Rumtour zeigt die Band bei einer ihrer Rockshows. Die Gitarristen sind Burny C und Rudi Rudell. Den E-Bass bedient Rumtreiber Rudolph.
Am 21. März 2022 hat Cultus Ferox die Auflösung der Band beschlossen. 2024 wurde ein Neuanfang angekündigt und am 5. Februar über eine facebook-Mitteilung bestätigt.

## Diskografie

### Studioalben
- 2002: Weihnachtstänze aus dem Dudelmannsack
- 2003: Wiederkehr
- 2006: Unbeugsam
- 2013: Beutezug
- 2015: Nette Jungs

### Konzertalben
- 2006: Strandgut
- 2007: Rumtour

### EPs und Singles
- 2004: Flamme des Meeres
- 2005: Aufbruch (EP)
- 2013: Ahoii

## Trivia
- Parallel mit dem Album „Unbeugsam“ wurde ein Soloalbum von Brandan mit dem Titel „Fernweh“ veröffentlicht. Hierauf sind Coverversionen von Ostrock-Klassikern sowie in eine ähnliche Richtung gehende Eigenkompositionen
- Neben der „Stammbesetzung“ gehören zu Cultus Ferox noch mehrere Gastmusiker sowie Tänzerinnen, die die Band je nach Verfügbarkeit auf der Bühne verstärken